# マシンディ県

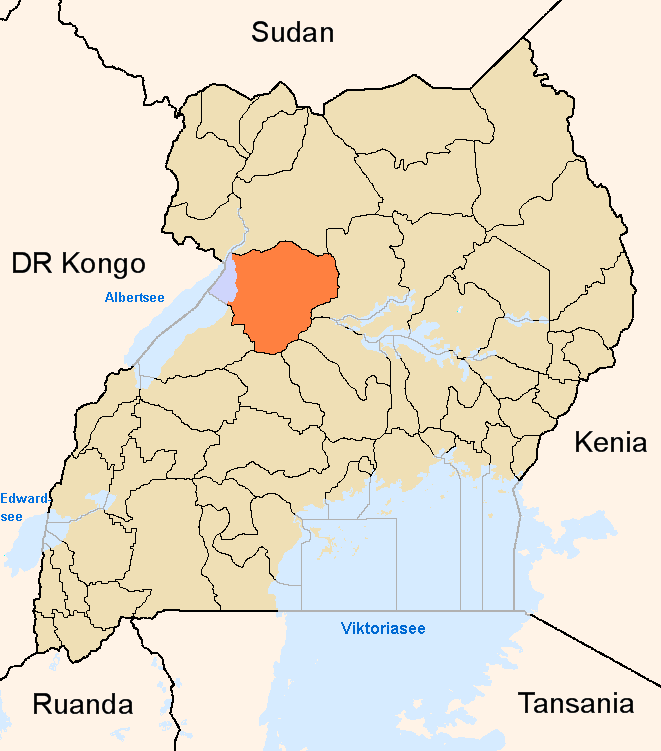
マシンディ県と2001年から2005年の県境

マシンディ県 (マシンディけん、Masindi District) はウガンダ西部、ブニョロ北部の県。ムウィタンジゲ（ニョロ語: Mwitanzige, アルバート湖）の東、白ナイル川の南に位置し、北東部にキバンダ郡、南西部にブジェンジェ郡、北西にブリサ郡、中南部にブルリ郡の4郡が置かれていた。2006年7月にブリサ郡はブリサ県として分割された。面積は 7,216km²で、県の北部・キバンダ郡の西部はアムル県の南部と共にマーチソン・フォールズ国立公園に指定されている。キバンダ郡に4、ブジェンジェ郡に2、ブルリ郡にマシンディTCを含め6の計12副郡が置かれている。キバンダ郡のキリャンドンゴは第二次スーダン内戦やケニア暴動の難民再定住キャンプとなっている。2002年の国勢調査人口は 396,127 人。知事に相当する第5地域議会 (LC5) 議長はビリジャ・スティーヴン。

## 隣接する県
南西にホイマ県、東にランゴ地方のオヤム県、アパッチ県、カフ川を挟み南東にブガンダのナカソンゴラ県、ナカセケ県、南にキボガ県と接する。
- キリャンドンゴ県
- ナカソンゴラ県
- ナカセケ県
- キャンクァンジ県
- ホイマ県
- ブリサ県

## 交通
マシンディはリラ、カンパラ、ホイマと幹線道で結ばれている。

## 脚註
1. ↑  田原範子「ウガンダ・アルバート湖畔の漁撈と生活 ─BMUの導入と石油発見の影響について─」『四天王寺大学紀要』第46号、2008年9月